# 加尔温
加尔温，是西班牙埃斯特雷马杜拉卡塞雷斯省的一个市镇。总面积38平方公里，2001年普查人口總數為116人，人口密度為每平方公里3人。